# Emek, Ceyhan
Emek là một xã thuộc huyện Ceyhan, tỉnh Adana, Thổ Nhĩ Kỳ.